# Мастодонти
Мастодонтите (Mammut) са изчезнал род растителноядни бозайници от разред хоботни. Спорен е въпросът към кое семейство принадлежат тези животни: много зоолози смятат, че мастодонтите принадлежат към семейство слонове, тъй като в генетично отношение те са по-близки до тях и от мамутите, други считат, че те са отделно семейство Mammutidae.

## Възникване и ареал
Първите мастодонти са се появили преди около 4 милиона години в днешна Африка. Постепенно са се разпространили и в Европа, Азия, Северна и Южна Америка. С настъпването на ледниковия период европейските мастодонти са измрели, а също и тези в умерените ширини на Азия. Най-голям брой фосили от мастодонти в Европа са открити във Великобритания, Германия, Холандия и северна Гърция. Но тези от топлите ширини са оцелели. Преди 1,5 милиона години мастодонтите са достигнали до Южна Америка по време на големия междуамерикански обмен. Фосили на мастодонти в Америка са открити на най-много места - от Аляска до Патагония.

## Физически особености
Външно мастодонтите много са наподобявали съвременните слонове. Основната разлика между двата вида е, че при мастодонтите бивниците са били по-дълги и тежки и издадени силно напред. На размери са били малко по-едри от слоновете – възрастните мастодонти са достигали височина 3,5-4,2 m, дължина 5,5-6,5 m и тегло достигащо до 4500 kg.

## Причини за изчезването
Учените смятат, че както при всички животни, измрели в края на плейстоцена по време на ледниковата епоха, основно влияние върху популациите на вида е имала промяната на климата. Но след проведени изследвания на ДНК на мастодонти се оказва, че основна причина за измирането на тези животни е разразила се епидемия от туберкулоза преди 10 000 – 9500 години, която е довела до пълното изчезване на вида в този период.

## Видове
- Американски мастодонт (Mammut americanum)
- Мастодонт на Борсън (борсънов мастодонт) (Mammut borsoni)